# Haviland (Ohio)
Haviland és una vila dels Estats Units a l'estat d'Ohio. Segons el cens del 2000 tenia 180 habitants.

## Demografia
Segons el cens del 2000, Haviland tenia 180 habitants, 68 habitatges, i 48 famílies. La densitat de població era de 239,6 habitants per km².
Dels 68 habitatges en un 26,5% hi vivien nens de menys de 18 anys, en un 60,3% hi vivien parelles casades, en un 4,4% dones solteres, i en un 29,4% no eren unitats familiars. En el 23,5% dels habitatges hi vivien persones soles el 10,3% de les quals corresponia a persones de 65 anys o més que vivien soles. El nombre mitjà de persones vivint en cada habitatge era de 2,65 i el nombre mitjà de persones que vivien en cada família era de 3,17.
Per edats la població es repartia de la següent manera: un 25,6% tenia menys de 18 anys, un 13,3% entre 18 i 24, un 24,4% entre 25 i 44, un 23,3% de 45 a 60 i un 13,3% 65 anys o més.
L'edat mediana era de 34 anys. Per cada 100 dones de 18 o més anys hi havia 103 homes.
La renda mediana per habitatge era de 31.607 $ i la renda mediana per família de 31.250 $. Els homes tenien una renda mediana de 29.583 $ mentre que les dones 26.563 $. La renda per capita de la població era de 14.029 $. Aproximadament el 10% de les famílies i el 13,1% de la població estaven per davall del llindar de pobresa.

## Poblacions properes
El següent diagrama mostra les poblacions més properes.